# П'ять основ протестантського богослов'я
П'ять основ протестантського богослов'я (лат. Quinque sola — від лат. Quinque — «п'ять», лат. sola — «тільки») — основні принципи протестантської теології, які на латині виражаються у формі фраз: Sola Scriptura («тільки Писання»), Sola fide («тільки вірою»), Sola gratia («тільки благодаттю»), Solus Christus («тільки Христос»), Soli Deo gloria («тільки Богу слава»). 
Коло базових для протестантизму поглядів склалося в епоху Реформації і охоплюває такі поняття як необхідність виправдання вірою, загальне священство, виключний авторитет Біблії, природна гріховність людини й можливість спасіння по благодаті Бога. Кожна сола представляє ключове вірування лютеранської та реформатської традиції, що суперечить вченню римо-католицької церкви. Реформатори стверджували, що католицька церква, особливо її глава, Папа Римський, узурпували божественні символи чи характерні риси церкви та її ієрархії. 
«Тільки п'ять» чітко сформулювали п'ять фундаментальних догм Реформації, основні принципи, які реформати вважали необхідними для християнського життя і практики. В лютеранській традиції число тез може бути скорочено до трьох (sola fide, sola gratia і sola scriptura)[неавторитетне джерело]. 

## Sola scriptura
Sola scriptura — доктрина про те, що Біблія є єдиним богонатхненним і автентичним словом Господа, єдиним джерелом християнських доктрин, ясним і самоочевидним. Те, що Біблія є самоочевидною, є ідеєю, яка прямо суперечить вченню Східної православної церкви, Давньосхідній православної церкви, Коптської церкви, Англіканської церкви і традицій римо-католицької церкви, які вчать, що Біблія може бути автентично інтерпретована тільки за допомогою апостольських передань і Вселенських соборів18[джерело?]. Ця доктрина послужила причиною відмови від таких традицій в християнстві, які суперечать букві і духу Біблії або не мають чіткого підтвердження у Святому Письмі. Кальвіністи зайшли далі у неприйнятті старих традицій, ніж лютерани або англіканці, але всі вони єдині в запереченні авторитету Папи, порятунку за добрі справи, індульгенцій, шанування Діви Марії, святих, мощей, таїнств (крім хрещення і євхаристії), чистилища, молитви за померлих, сповіді священнику18[джерело?], обітниці безшлюбності духовенства, чернецтва і використання латинської мови в богослужіннях. Цю доктрину іноді називають формальним принципом Реформації, бо вона є джерелом і основою принципу sola fide.
Прикметник (sola) та іменник (scriptura) стоять в орудному, а не в називному відмінку, щоб показати, що Біблія не сама по собі, а є інструментом Бога, з допомогою якого Він приходить до людини.

### Цитати
Формула Злагоди, 1-7:
| Ліві лапки | Святе Письмо саме залишається єдиним суддею, правилом і стандартом, відповідно до якого, як до єдиного мірила, повинні розглядатися і судитися всі догми щодо того, чи вони є добрими чи злими, правильними чи неправильними. | Праві лапки |

| " | ¹⁴ А ти в тім пробувай, чого тебе навчено, і що тобі звірено, відаючи тих, від кого навчився був ти. ¹⁵ І ти знаєш з дитинства Писання святе, що може зробити тебе мудрим на спасіння вірою в Христа Ісуса. ¹⁶ Усе Писання Богом надхнене, і корисне до навчання, до докору, до направи, до виховання в праведності, ¹⁷ щоб Божа людина була досконала, до всякого доброго діла готова. ([[\|2-е Тимофію]] 3:14-17) | " |

| " | ³⁹ Дослідіть но Писання, бо ви думаєте, що в них маєте вічне життя, вони ж свідчать про Мене! ([[\|Від Івана]] 5:39) | " |

## Sola fide
Sola fide — доктрина про те, що прощення можна отримати тільки вірою, незалежно від добрих справ і вчинків. Протестанти не знецінюють добрі справи, але вони заперечують їх значення як джерела або умови спасіння душі, вважаючи їх неминучими плодами віри і свідченням прощення 18[джерело?]. Деякі протестанти бачать цю доктрину продовженням  догмата «Віра приносить прощення і добрі справи» у протиріччі до римо-католицького догмату «Віра і добрі справи приносять прощення». Цю доктрину іноді називають матеріальним принципом Реформації, тому що ця доктрина була центральним богословським питанням для Мартіна Лютера та інших реформістів. Лютер називав її «статтею, на якій стоїть або падає церква» (лат. articulus stantis et cadentis ecclesiae). Ця доктрина стверджувала відсутність інших можливостей для прощення грішника крім як віра у спасительну жертву Христа.
| " | ²² твоя віра спасла тебе! ([[\|Від Матвія]] 9:22) | " |

| " | ²⁸ Отож, ми визнаємо, що людина виправдується вірою, без діл Закону. ([[\|До Римлян]] 3:28) | " |

| " | ⁶ Так як Авраам був увірував в Бога, і це залічено за праведність йому. ⁷ Тож знайте, що ті, хто від віри, то сини Авраамові. ⁸ І Писання, передбачивши, що вірою Бог виправдає поган, благовістило Авраамові: Благословляться в тобі всі народи! ⁹ Тому ті, хто від віри, будуть поблагословлені з вірним Авраамом. ¹⁰ А всі ті, хто на діла Закону покладається, вони під прокляттям. Бо написано: Проклятий усякий, хто не триває в усьому, що написано в книзі Закону, щоб чинити оте! ¹¹ А що перед Богом Законом ніхто не виправдується, то це ясно, бо праведний житиме вірою. ([[\|До Галатів]] 3:6-11) | " |

## Sola gratia
Sola gratia — доктрина про те, що спасіння приходить лише як Божа благодать, як незаслужена милість — а не як щось заслужене грішником. Це означає, що спасіння — незаслужений дар від Бога заради Ісуса.
Здається, що ця доктрина суперечить деяким аспектам римо-католицького догмату про те що прощення можна заслужити 18[джерело?], насправді вони трохи розходяться тільки у двох фактах: що Бог є єдиним суб'єктом благодаті (іншими словами благодать завжди дійсна, без яких-небудь дій з боку людини) і, друге, що людина не може якимись своїми діями заслужити благодать для себе.

## Solus Christus
Solus Christus — доктрина про те, що тільки Христос є єдиним посередником між Богом і людиною, і що спасіння можливе тільки через віру в Нього. Попри це, традиційне Лютеранство вшановує пам'ять Діви Марії та інших святих. Кожен християнин, бувши обраним і хрещеним, отримує «посвяту» на спілкування з Богом, право проповідувати, здійснювати богослужіння без посередників (церкви й духовенства). В протестантизмі таким чином знімається догматична відмінність між священником і мирянином, скасовується церковна ієрархія 18[джерело?]. Тому в протестантизмі не обов'язкова сповідь перед священнослужителем і відсутнє 2[джерело?] відпущення гріхів останнім. При цьому дуже важливим є покаяння перед Богом. Також протестантизм відкинув авторитет папи римського, скасував 2[джерело?] монастирі й чернецтво.

## Soli Deo gloria
Soli Deo gloria — доктрина про те, що людина повинна шанувати й молитись тільки  Богу, так як спасіння дарується тільки через Його волю і дії — не тільки дар викуплення Ісуса на хресті, але також дар віри в це викуплення, створеної в серцях віруючих Святим Духом. Реформісти вірять, що людська істота — навіть святий, канонізований римо-католицькою церквою, Папа або священики не гідні слави і пошани, яка була їм віддана18[джерело?].